# Сутінковий зір

Спектральні залежності відносної чутливості людського ока для денного (червона лінія) і нічного (синя лінія) зору.

Сутінко́вий зір — механізм сприйняття світла зоровою системою людини, що діє в умовах освітленості, проміжної відносно до тих, за яких діють нічний і денний зір.
Здійснюється за допомогою одночасної дії паличок і колбочок за значень яскравості тла в діапазоні між 0,01 і 10 кд/м2.
Синонім: мезопічний (від дав.-гр. μέσος — середній, проміжний і ὤψ — погляд, вигляд) зір.

Д. Джадд (D.B. Judd) і Г. Вишецкі так описують освітлення, за якого діє сутінковий зір:
Сутінки — це діапазон освітлення, який простягається від освітлення, створюваного випромінюванням неба при сонці, що опустилося більш як на кілька градусів за обрій, до освітлення, яке дає місяць у половинній фазі, що піднявся високо в ясне небо. До сутінкового зору належить і бачення в слабко освітленому (наприклад, свічками) приміщенні.
Оскільки в здійсненні сутінкового зору беруть участь і палички, і колбочки, то у формування спектральної залежності світлочутливості ока свій внесок роблять рецептори обох типів. При цьому разом зі зміною яскравості тла відбувається зміна відносного внеску паличок і колбочок, відповідно змінюється і спектральна залежність світлочутливості. Зокрема, під час зменшення освітленості відбувається зменшення чутливості до довгохвильового (червоного) світла та збільшення — до короткохвильового (синього).
Таким чином, на відміну від випадків денного та нічного зору, для сутінкового зору неможливо ввести єдину стандартизовану функцію, що описує спектральну залежність світлочутливості ока.
З викладених причин, разом зі змінюванням яскравості фону змінюється і сприйняття кольору. Одним із проявів таких змін є ефект Пуркинє.